# Autobuzele din Cluj-Napoca

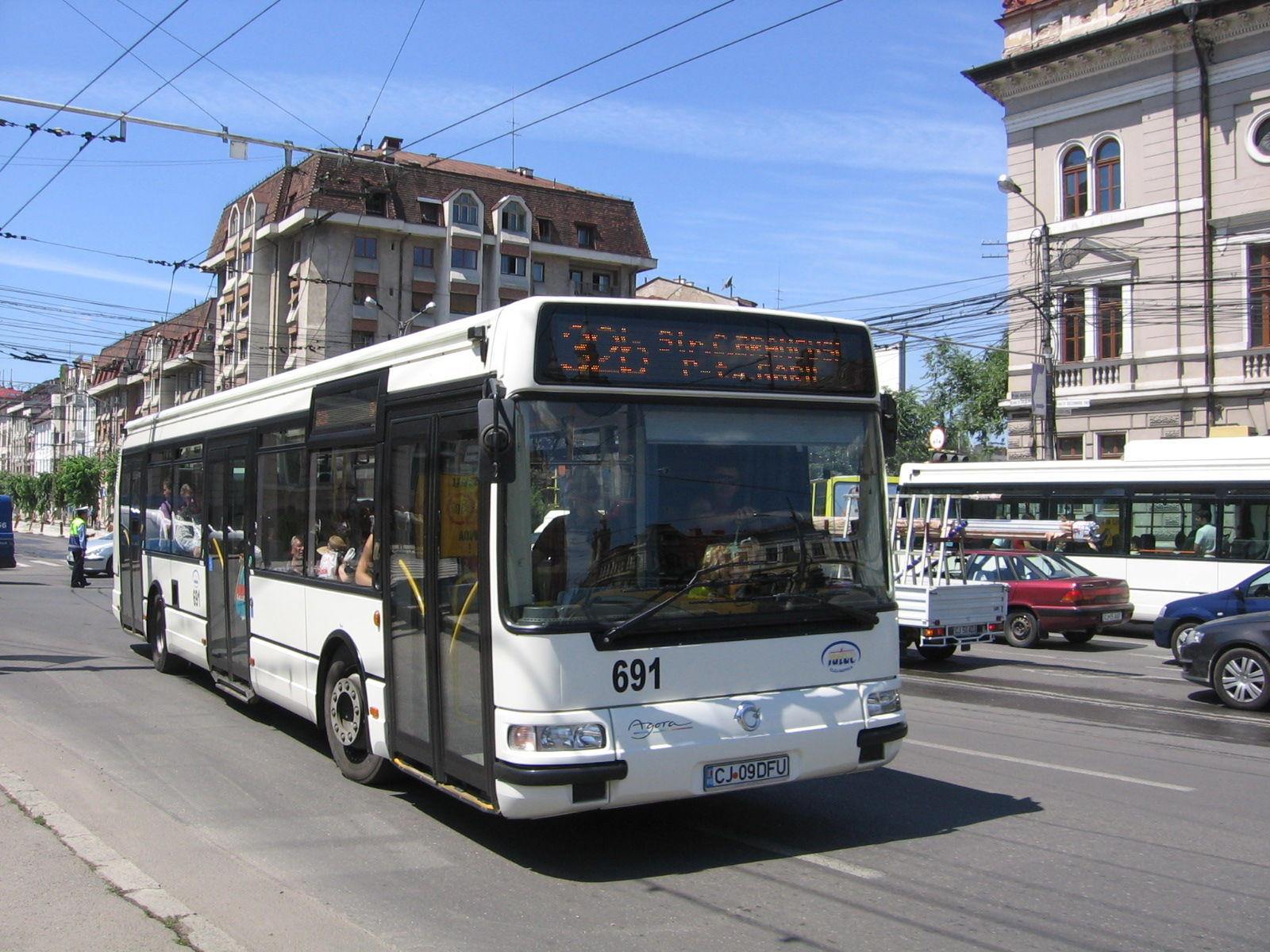
Autobuz Irisbus Agora pe linia 32b

Sistemul de transport public cu autobuze în municipiul Cluj-Napoca este cel mai extensiv dintre toate mijloacele de transport public urban, fiind format din 47 de linii urbane și 20 de linii metropolitane. CTP Cluj este compania care operează autobuzele din oraș. De asemenea, mai există și patru linii de microbuz dintre care 3 sunt metropolitane și una urbană.

## Vehicule
Compania beneficiază de: 251 de autobuze diesel (tip: Renault R312, Renault/Irisbus Agora, Iveco Urbanway, Solaris Urbino 18, Mercedes-Benz Conecto - articulat și nearticulat, sau MAN) și 41 de autobuze electrice (tip: Solaris Urbino 12 Electric). Autobuzele electrice au fost livrate în luna mai 2018. În plus, primele autobuze electrice articulate au fost puse în circulație în 2025, pe linia 24B.

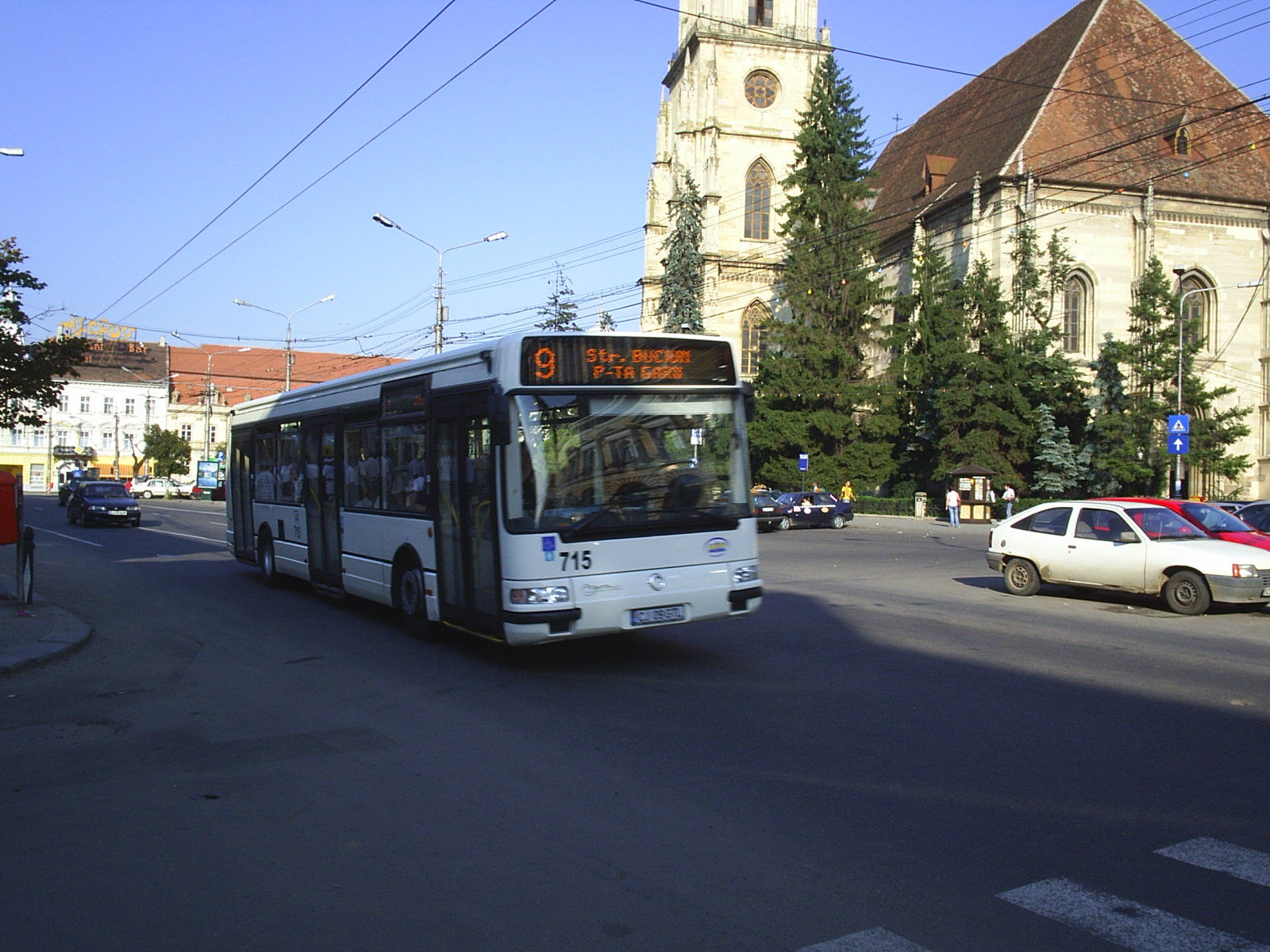
Autobuz Irisbus Agora
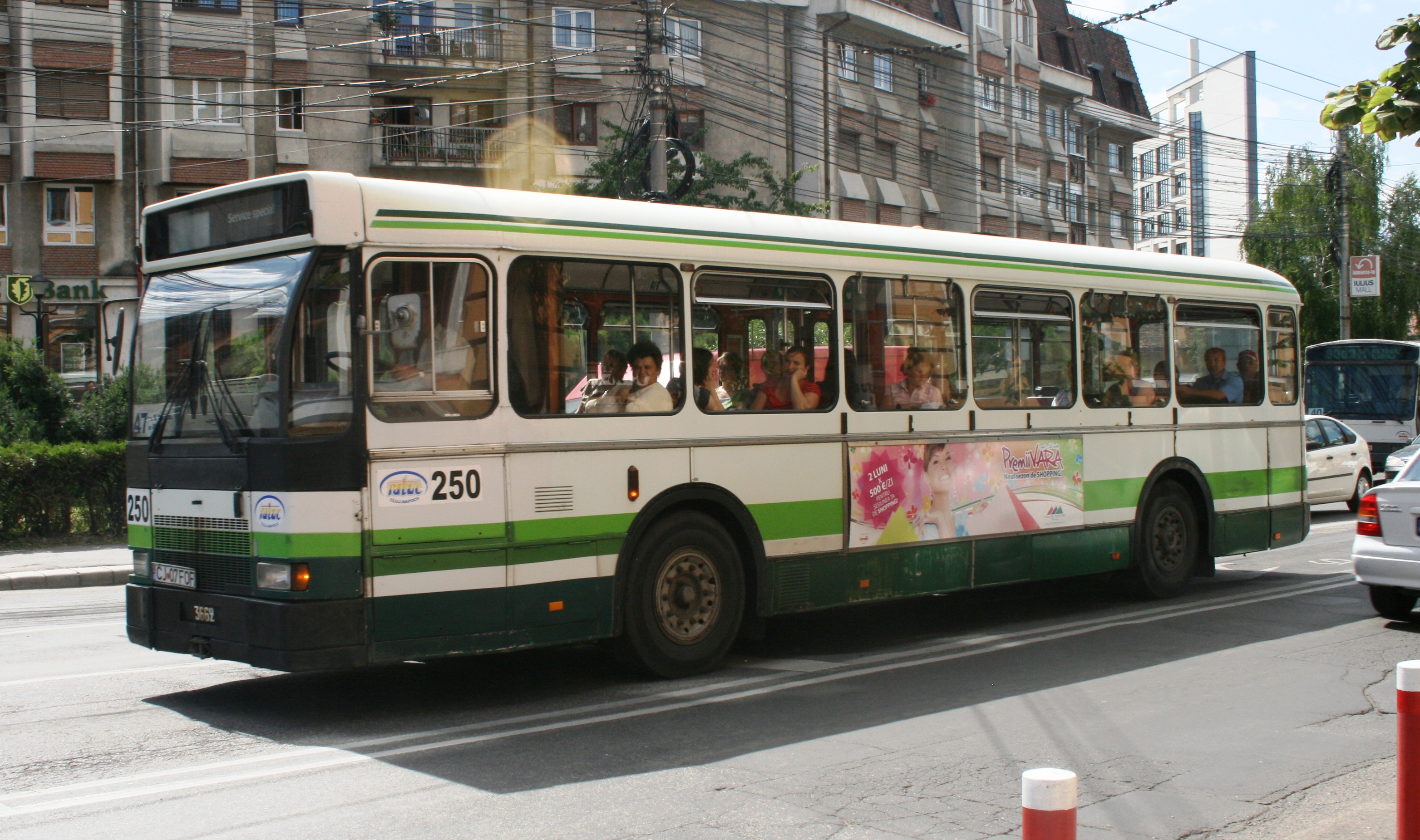
Autobuz Saviem SC10U

## Trasee

### Urbane
- 8L: P-ța Mărăști - Agro Transilvania
- 9: Str. Bucium - Gară
- 18: Str. Posada - Str. Voievodul Gelu
- 19: P-ța Mihai Viteazul - Str. Edgar Quinet
- 20: P-ța Avram Iancu - Colonia Borhanci
- 21: P-ța Mihai Viteazul - Calea Turzii (prin Cart. Buna Ziua)
- 23: P-ța Mihai Viteazul - CUG
- 24: Str. Bucium - Str. Unirii
- 24B: Str. Unirii - Vivo! Cluj-Napoca
- 26: Cartier Grigorescu, capăt - CUG
- 26L: Cartier Grigorescu, capăt - EMERSON
- 27: Cartier Grigorescu, capăt - Gară
- 28: Cartier Grigorescu, capăt - P-ța Mihai Viteazul
- 28B: P-ța Mihai Viteazul (prin Cartier Grigorescu) - Vivo! Cluj-Napoca
- 29: Str. Bucium - P-ța Mihai Viteazul
- 30: Cartier Grigorescu, capăt - IRA
- 31: P-ța Mihai Viteazul - Napolact (prin Calea Baciului)
- 32: Str Alverna - P-ța Mihai Viteazul
- 32B: Str. Alverna - Gară
- 33: Aleea Băișoara - P-ța Mihai Viteazul
- 34: Aleea Băișoara - P-ța 1 Mai
- 35: Cartier Zorilor - Gară
- 36L: P-ța Mihai Viteazul - EMERSON
- 36B: P-ța Mihai Viteazul - Str. I. I. Brad
- 37: P-ța Mihai Viteazul - Tetarom (prin Str. Romulus Vuia)
- 38: P-ța Mihai Viteazul - Str. Vânătorului
- 39: P-ța Mihai Viteazul - Valea Chintenilor/Cătun
- 39L: P-ța Mihai Viteazul - Cătun
- 40: P-ța Ștefan cel Mare - Colonia Făget (prin Calea Turzii)
- 41: Cartier Grigorescu, capăt - P-ța 1 Mai
- 42: P-ța Mihai Viteazul - Str. Câmpului
- 43: Cartier Grigorescu, capăt - Cartierul Zorilor
- 43B: Cartier Grigorescu,  capăt - Cartierul Zorilor - Calea Turzii
- 43P: Cartier Zorilor - Vivo! Cluj-Napoca
- 44: Str. Soporului - Cartier Grigorescu
- 45: Str. Unirii - Cartier Zorilor
- 46: Str. Eugen Ionesco - P-ța Avram Iancu
- 46L: P-ța Ștefan cel Mare - Colonia Făget (prin Str. Eugen Ionesco)
- 46B: Cartier Zorilor -Str. Aurel Vlaicu
- 47: P-ța Mihai Viteazul - Str. Harghitei
- 48: Aleea Băișoara - CUG
- 48L: Aleea Băișoara - EMERSON
- 50: Cartier Zorilor - CUG
- 50L: Cartier Zorilor - EMERSON
- 52: Str. Bucium - Str. Plevnei capăt
- 53: P-ța. Agro IRA - P-ța. Mihai Viteazul
- 54N: Cartier Zorilor - Cartier Grigorescu (transport de noapte)
- 56: Piata Mihai Viteazul - Cartier Dâmbul Rotund
- 57: Cartier Între Lacuri - Str. Constantin Brancusi

### Metropolitane
- M11: Posada - sat Feleacu (în weekend unit cu M12)
- M12: Posada - sat Vâlcele
- M13: Posada - sat Gheorgheni
- M16: Posada- Ciurila
- M21: Str. Bucium - Florești (Cetate)
- M22: Str. Bucium - Florești (Str. Șesul de Sus)
- M23: Calea Floresti - Luna de Sus
- M24: Str. Bucium - Florești (Ferma)
- M25: Str.Bucium - Florești-Tăuți
- M26: Parcul Central - Florești (Cetate)
- M31: P-ța Mihai Viteazul - Comuna Baciu (Cart. Blocuri)
- M32: Gară - Baciu/Suceagu
- M33: Gară - Corușu/Salistea Noua
- M34: Gară - Baciu/Mera
- M34B: Gară - Rădaia
- M38: Gară - Sânmartin
- M39: Gară - Chinteni Lac/Deușu
- M39L: Gară - Deușu
- M41: Str. Aurel Vlaicu - Apahida
- M41L: Str. Aurel Vlaicu - Câmpenești
- M42: Str. Aurel Vlaicu - Sânnicoară
- M42L: Str. Aurel Vlaicu - Parcul Industrial Nervia
- M43: Str. Aurel Vlaicu - Dezmir
- M44: Str. Aurel Vlaicu - Corpadea
- M45: Str. Aurel Vlaicu - Pata
- M51: Bucium - Gilău
- M52: Bucium - Somesul Rece
- M61: Posada - Rediu - Aiton

### Microbuze
- 22: P-ța Gării - Str. I. Moldovan[1]
- 56: Piata Mihai Viteazul - Cartier Dambul Rotund
- M17: Posada - Saliste
- M18: Posada - Filea De Jos - Filea de Sus
- M37: Gară - Feiurdeni